# Saint-Georges-de-Reneins
Saint-Georges-de-Reneins là một xã thuộc tỉnh Rhône trong vùng Auvergne-Rhône-Alpes phía đông nước Pháp. Xã này nằm ở khu vực có độ cao trung bình 221 mét trên mực nước biển.